# محمد الطبطبائي
سيد محمد الطبطبائي (4 مايو 1967) أحد علماء الإسلام المعاصرين وأستاذ جامعي كويتي، يشغل حالياً منصب رئيس اللجنة العليا للعمل على استكمال تطبيق أحكام الشريعة الإسلامية واختير في 5 أبريل 2017 ليكون أول كويتي عضوا استشاريا في الهيئة الاستشارية لمجلة البحوث الإسلامية الصادرة عن هيئة كبار العلماء في المملكة العربية السعودية، وذلك بجانب عمله كأستاذ للفقه بكلية الشريعة والدراسات الإسلامية بجامعة الكويت.

## نسبه
والده عبد الرزاق العز بن إبراهيم الثالث بن عبد الرزاق المجاور بن عبد الله بن العلامة عبد الوهاب بن عبد الجليل الكبير بن ياسين مفتي الشافعية بن إبراهيم الثاني بن طه بن الخليل بن محمد صفي الدين بن علي عماد الدين بن الحسين قوام الدين بن علي الثالث بن الحسن الثالث بن علي الثاني بن محمود بن محمد الثاني بن مسلم بن محمد شمس الدين بن القاسم الثاني بن إسماعيل الثاني بن  أحمد الناصر لدين الله بن يحيى الهادي إلى الحق بن الحسين الزاهد بن القاسم الرسي بن إبراهيم طباطبا بن إسماعيل الديباج بن إبراهيم الغمر بن الحسن المثنى الشبه  بن الحسن السبط بن علي بن أبي طالب.

## نشأته
ولد (  25 محرم 1387 للهجرة الموافق 4 مايو 1967 ) في بيت السادة في القبلة (الكويت)، وجده لأمه الشيخ عبد المحسن بن إبراهيم المهيدب ، وقد نشأ محبا للعلم - ورحل في طلب العلم الشرعي إلى القصيم وهو ابن سبعة عشر عاما.

## مؤهلاته العلمية
- حاصل على شهادة البكالوريوس من كلية الشريعة وأصول الدين في جامعة القصيم عام 1988.
- حاصل على الماجستير من المعهد العالي للقضاء بجامعة الإمام محمد بن سعود الإسلامية عام 1993م.
- حاصل على الدكتوراه مع مرتبة الشرف الأولى من المعهد العالي للقضاء بجامعة الإمام محمد بن سعود الإسلامية 1996م.[4]

## حياته المهنية
- رئيس اللجنة الاستشارية العليا للعمل على استكمال تطبيق أحكام الشريعة الإسلامية في الكويت منذ عام 2016م.[3]
- مدير جامعة الكويت بالإنابة عدة فترات.
- عميد كلية الشريعة والدراسات الإسلامية بجامعة الكويت من 2008- 2001.[5]
- رئيس لجنة الفتوى للأحوال الشخصية بوزارة الأوقاف والشؤون الإسلامية منذ عام 2013م.[6]
- عضو لجنة الفقه المعاصر بجامعة الإمام محمد بن سعود الإسلاميةعام 2010م.
- عضو مجلس أمناء هيئة المحاسبة والمراجعة للمؤسسات المالية الإسلامية (AAOIFI) في مملكة البحرين ممثلا عن علماء الشريعة منذ عام 2015.نص الصفحة.[7]
- عضو مجلس  علماء إسرا في ماليزيا منذ عام 2016.
- عضو الهيئة الاستشارية لمجلة هيئة كبار العلماء السعودية منذ عام 2017م.[3]
- الرئيس الفخري لجامعة مندناو في الفلبين منذ عام 2009م.
- عضو مجلس أمناء الجامعة الإسلامية في إسلام آباد، في الباكستان..
- مدير الشئون القانونية بوزارة الأوقاف والشؤون الإسلامية عام 1996م.
- رئيس المؤتمر الدولي للاقتصاد الإسلامي.
- عضو مجلس أمناء الأيوفي مثل علماء الشريعة.
- رئيس هيئة الفتوى والرقابة الشرعية في بيت التمويل الكويتي «بيتك».[8]
- رئيس الهيئة الشرعية لشركة عارف.
- رئيس الهيئة الشرعية لشركة أعيان
- رئيس الهيئة الشرعية لشركة إنشاءات.

## التكريم
تم تكريمه من جهات عدة داخل الكويت وخارج الكويت، منها:
- تم تكريمه تقديرا لجهوده المتميزة من جامعة الإمام محمد بن سعود عام في 23 أبريل 2014.[9]

## مؤلفاته
- أصول الإيمان.
- أسماء الله الحسنى.
- زبدة الفقه.
- الفصول في علم الأصول.
- القواعد سياسة الشرعية عند للإمام الجويني.
- الجهاد وأحكامه الفقهية.
- أحكام الصيام.
- المرشد في أحكام الحج.
- الرجال الذين تكلم عنهم الداراني في سننه.
- فضل الصحابة.
- فضل العشر من ذي الحجة
- مكارم الأخلاق.
- الدعاء المأثور من هدي الرسول
- أحكام الإفلاس في الفقه والقانون.
- الأربعون في المعاملات المالية.
- من السيرة النبوية.
- وصايا الرسول صلى الله عليه وسلم.
- معجزات الرسول صلى الله عليه وسلم.
- فضل العشر من ذي الحجة.
- أربعون حديثا في سماحة ورحمة الإسلام.
- الأحكام والآداب الشرعية لسائق السيارة.
- أربعون حديثا في المعاملات المالية.
- دليل المسلم الفقهي قي الغرب
- روائع القصص النبوي
- تأملات في سورة يوسف.
- الجهاد وأحكامه الفقهية.
- شمائل الرسول صلى الله عليه وسلم.
- أبحاث في فقه المعاملات.
- باب الريان.
- المرشد إلى أحكام الحج والعمرة.
- أبحاث فقهية معاصرة.
- أحكام قيادة السيارة.
- منيزات عقد الأجارة على عقود البيع.
- حكم الإشهاد على النكاح.
- عبر من الحياة.
- مجموع فتاوى لقاء الجمعة
- مسئولية الحاكم في الإسلام.
- الحل السلمي للمنازعات الدولية في الإسلام.

## نشاطه الإعلامي
- رئيس فريق تطوير البرامج الدينية في إذاعة وتلفزيون الكويت منذ عام 2014م.
- وضع لائحة البرامج الدينية في الإذاعة والتلفزيون الكويت.
- له برنامج يومي، وبرنامج لقاء الجمعة في تلفزيون الكويت.[10]
- له برنامج إفتاء في إذاعة الكويت.